# 新生丸沈没事故
新生丸沈没事故（しんせいまるちんぼつじこ）は、1953年（昭和28年）2月4日に木造の旅客船・新生丸が沖永良部島沖で沈没した事故。

## 経緯
旅客船・新生丸（18.5トン）は木造船で定員は51人だったが、1953年（昭和28年）2月3日、定員を上回る82人が乗船して沖縄県那覇市の安謝港から沖永良部島の知名町小米港へ向けて出港。しかし、翌2月4日の午前6時頃に屋子母沖合11km～14km付近の海上で高波を受けて転覆沈没した。乗員乗客82人のうち生存者は2人で、死者・行方不明者は80人とされている。当時、奄美群島は米軍統治下で沖縄へ出稼ぎに行く島民が多く、新生丸には旧正月に合わせて帰省する人が多く乗船していた。救助活動には米軍の艦船や航空機も加わった。

## 慰霊祭
事故から60年となる2013年から屋子母集落では毎年2月4日に慰霊祭が開催されている。2014年には沖永良部島の島民や出身者の寄付により屋子母集落にある越之山神社に慰霊碑が建立された。